# Senador José Bento
Senador José Bento is een gemeente in de Braziliaanse deelstaat Minas Gerais. De gemeente telt 1.855 inwoners (schatting 2009).

## Aangrenzende gemeenten
De gemeente grenst aan Borda da Mata, Congonhal en Ipuiúna.